# Salzburg (delstat)
Salzburg er en af de 9 delstater i Østrig. Delstatens hovedstad hedder ligeledes Salzburg. Delstaten ligger mellem Oberösterreich, Steiermark, Kärnten, Tyrol og den tyske delstat Bayern.

## Geografi
Salzburg er Østrigs 7. største delstat målt befolkningsmæssigt, og set i forhold til areal er den 4. størst. Delstaten er 7.154 km², og udgør dermed 8,5 % af Østrigs samlede landareal. Mod nordvest grænser Salzburg til den tyske delstat Bayern, mod nord og nordøst til Oberösterreich, mod øst til Steiermark, mod syd til Kärnten og Østtyrol, mod sydvest til Italien og mod vest til Tyrol.
Mod nordøst på grænsen til Tyskland hæver Berchtesgaden Alperne sig mod bjergtoppe op til knap 3.000 meter. Mod nord og nordvest er landet forholdsvist fladt, dannet af istidens Salzachgletsjer. Landskabet er præget af søer, skove, sumpområder samt også mindre højområder. Her ligger også Salzburgs del af den store naturregion Salzkammergut, med Salzburgs største sø Wolfgangsee. Syd for Salzburg i Tennengau hæver Alperne sig, hvor floden Salzach har gravet en dyb dal, og mod sydøst har floderne Lammer og Enns ligeledes skabt dybe dale i Alperne, bl.a. Tennengebirge samt Dachstein, der er UNESCO Verdensarvområde og danner grænse til Oberösterreich og Steiermark. Mod vest og sydvest hæver alpelandet sig bl.a. med det sydligt beliggende Hohe Tauern, hvor både Østrigs højeste bjerg Großglockner (der dog ikke ligger i Salzburg men i Tyrol) og Salzburgs højeste bjerg Großvenediger er beliggende.
Salzburgs største flod er Salzach med 212 km indenfor delstaten. Øvrige floder er:
- Saalach (83 km)
- Mur (48 km)
- Lammer (40 km)
- Gasteiner Ache (35 km)
- Große Arl (30 km)
- Enns (28 km)
- Fritzbach (28 km)
- Fischach (24 km)
- Königsseeache (18 km)

Den største sø er Wolfgangsee med 13,5 km². Øvrige større søer er:
- Wallersee (6,4 km²)
- Obertrumer See (4,9 km²)
- Zeller See (4,7 km²)
- Mattsee (3,6 km²)
- Fuschlsee (2,7 km²)

Salzburgs højeste bjerg er Großvenediger med en højde på 3.666 moh. Øvrige 5 største bjerge er:
- Großes Wiesbachhorn (3.564)
- Dreiherrnspitze (3.499)
- Hoher Tenn (3.368)
- Großer Geiger (3.360)
- Hohe Riffl (3.338)

51,9% af Salzburgs areal er dækket af skov , hvoraf 72,5% består af nåletræer.

## Byer og administrativ inddeling
Byen Salzburg er som delstatens hovedstad det politiske og administrative centrum. Med 150.000 indbyggere er det Østrigs fjerdestørste by.
Ved siden af statutarbyen (Statutarstadt) Salzburg består Salzburg af 118 kommuner (Gemeinden) i fem distrikter (Bezirke, forvaltningsstedet er opført i parentes):
- Flachgau eller Salzburg-Umgebung
- Lungau (Tamsweg)
- Pinzgau (Zell am See)
- Pongau (St. Johann im Pongau)
- Tennengau (Hallein)

Større byer er Hallein (19.000 indb., største by i Tennengau) 15 km syd for byen Salzburg, Saalfelden (15.600 indb., største by i Pinzgau), Seekirchen am Wallersee (12.000 indb., største by i Flachgau), St. Johann im Pungau (10.300 indb., største by i Pungau), Bischofshofen (10.000 indb.) og Zell am See (10.000 indb.).

### Klima
Salzburg er generelt præget af vestenvind og dennes indflydelse af de atlantiske luftmasser, men også kontinentalklimaet fra øst og sydlige vinde fra Middelhavet præger delstatens klima selvom det sjældent sker over længere perioder. Klimaet kan overordnet inddes i tre zoner:
- Kalkalperne mod nord bevirker ofte vinde fra nord og nordvest, hvorved fugtig atlantisk luft skaber hyppige byger. I hovedstaden Salzburg falder f.eks. dobbelt så meget nedbør som i Wien.
- Det mod syd beliggende indrealpine område mellem Kalk- og Centralalperne som har en mere tør kontinental luftmasse, hvor der ofte skabes stærk kulde om vinteren og torden om sommeren.
- Det sydøstligste område i Lungau er præget af klimaet på Alpernes sydside. [3]

På grund af de forskellige klimatiske påvirkninger og ikke mindst den alpine indvirkning er der forholdsvis store forskelle i gennemsnitstemperaturen i delstaten Salzburg. Således er gennemsnitstemperaturen i januar måned -0,8 °C i byen Salzburg, mens den er -4,1 °C i det sydligere beliggende Zell am See. Om sommeren er der også en betydelig temperaturforskel mellem de to byer.
Middeltemperatur i nord- og vestsalzburg:
| By                    | Jan   | Feb   | Mar | Apr | Maj  | Jun  | Jul  | Aug  | Sep  | Okt | Nov | Dec   | År  |
| --------------------- | ----- | ----- | --- | --- | ---- | ---- | ---- | ---- | ---- | --- | --- | ----- | --- |
| Salzburg (lufthavnen) | - 0,8 | 0,7   | 4,8 | 8,5 | 13,8 | 16,5 | 18,6 | 18,3 | 14,3 | 9,3 | 3,6 | 0,4   | 9,0 |
| Zell am See           | - 4,1 | - 2,4 | 2,2 | 6,4 | 11,7 | 14,4 | 16,5 | 16,2 | 12,4 | 7,5 | 1,4 | - 2,7 | 6,6 |

På bjerget Sonnblick i Hohe Tauern er der målt den laveste temperatur i Østrig, idet der den 1. januar 1905 blev målt -37,4 °C.
Nedbørsmængden ligger i såvel byen Salzburg som Zell am See omkring 1.100 mm årligt.

## Historie
Hvor den allerældste urhistorie ikke kan fremvise mange fund i Salzburg, viser fund en høj kultur i den senere oldtid. Det viser sig bl.a. i form af bjergværksdrift i bronzealderen fundet i bl.a. Mitterberg ved Bischofshofen, samt fund af bronzegenstande forarbejdet med en stor smedekunst. Med overgangen til urnemarkskulturen trænger illyrere frem mod Sydtyskland og det vestlige Østrig, og der etableres efterhånden en højtudviklet kultur med bysamfund, en veletableret social struktur og mange handelsforbindelser på tværs af Europa. Kulturen er ikke afgrænset til Salzburg, men et stort fundsted i Hallstatt i Oberösterreich tæt på grænsen til Salzburg har givet den navnet Hallstattkulturen. Netop i dette område og videre op til Hallein er der store saltforekomster i bjergene, som har været med til at skabe rigdom for Hallstattkulturen. I denne periode sker der også en betydelig vækst i befolkningstallet.
Før 400 f.kr. trængte kelterne ind fra Gallien og fortrængte illyrerne. Kelterne etablerer en lang række bosættelser, herunder også i Salzburgområdet, hvor der bl.a. på Dürrnberg er afdækket en kelterlandsby og tæt ved en af de saltminer, som skulle blive vigtig for kelterkulturens opblomstring og rigdom i området. Med romernes ekspansionspolitik bliver rætierne i det nuværende Vorarlberg og dele af Tyrol romersk, mens kelternes kongerige Noricum bestod i forholdsvis fredelig sameksistens med Romerriget. Med de stærke handelæsforbindelser til Rom tog romernes indflydelse til, og i 15 f.Kr. erobrede kejser Augustus Noricum og i det første århundrede e.Kr. ændrede kejser Claudius kongerigets status til den romerske provins Noricum, der blev ledet af en prokurator. Salzburg udgjorde det vestligste område af denne provins.
Romerne udbyggede flere af de keltiske byer (oppida) til egentlige bysamfund, og kelterne opgav mange steder deres befæstede højtliggende byer og søgte mod de romerske byer. Kejser Claudius gav flere af disse byer stadsret, herunder også byen Salzburg, der dengang hed Juvavum. Omkring 600 regeres Salzburg – efter Romerrigets fald – nu af bayerske hertuger som en del af Frankerriget. I år 696 kommer den frankiske missionær Rupert til Juvavum efter opfordring fra den bayerske hertug Theodo II. Her grundlægger han Østrigs i dag ældste Kloster St. Peter, der bliver udgangspunktet for hans missonering i Salzburgområdet. Rupert gør Salzbrug til en af de rigeste kirker i Frankerriget, og i 739 ophøjes Salzburg til bispedømme og i 798 ophøjer Pave Leo 3. Salzburg til ærkebispedømme.
I Salzburg opnår ærkebiskopperne stor magt – ikke mindt på grund af indtægterne fra saltet, som biskopperne har rettighederne til samt rettighederne til handelssejlads på Salzach. Dermed skubbes de adelige familier i det 13. århundrede væk fra magten, og ærkebiskop Eberhard II. samler i denne periode de mange grevskaber og andre adelige feudalherskaber i ét ærkebispemæssigt herskabsområde, og fra 1292 er Salzburg nu et egentligt herskabsområde med egen retsstatus. I 1328 får Salzburg sin første landsforordning og er dermed i vidt omfang en egen stat indenfor det Tysk-Romerske Rige. I 1368 nedfælder ærkebiskop Pilgrim II. von Puchhaim byen Salzburgs stadsret, som også kom til at gælde for en række andre byer i ærkebispedømmet, hvor kun Hallein og Radstadt ligger i det nuværende Salzburgs område. Salzburg når gennem opkøb af mange landområder en størrelse, der er omkring dobbelt så stort som det nuværende forbundsland, og omfattede områder i det nuværende Bayern, Tyrol og Østtyrol, i Niederösterreich, Oberösterreich, Kärnten, Steiermark samt Slovenien og Kroatien.
I 1462 samt 1525 kom det til opstand blandt bønderne. Den første opstand var bøndernes reaktion mod ærkebiskop Burkhard von Weißpriachs store skattestigninger, og i denne konflikt måtte Ludwig IX. af Bayern mægle for at finde et kompromis. Den anden bondeopstand var en del af Den tyske bondekrig, der havde baggrund i både sociale og religiøse forhold. Mange bønder ønskede at reformere kejserriget i lyset af Luthers lære. Oprøret blev dog slået ned. I Salzburg fik den protestantiske lære mange tilhængere.
Naturressourcer som guld, sølv og salt gav i 1500-tallet stigende indtægter til ærkebiskopperne, og i denne periode regerede Wolf Dietrich von Raitenau med en enevældig magt, og samtidig kom det til store politiske og kulturelle omvæltninger i Salzburg. Han forviste i stor udstrækning protestanter fra byen Salzburg, og som led i modreformationen hentede han kapucinermunke til landet, der grundlagde flere klostre i Salzburg (herunder på Kapuzinerberg i byen Salzburg).
Wolf Dietrich von Raitenau lod mere end 100 huse nedrive i Salzburg by for at bygge den fyrstelige residens og give mere rummelig plads til Salzburger Dom. En stor brand i Salzburg gav ham mulighed for at foretage en arkitektonisk omorganisering af byen, og han brugte af sin enorme formue på at bygge flere større bygninger, herunder Schloss Mirabell til ære for hans elskerinde Salome Alt. På grund af uenighed om rettighederne til salt (saltudvindingen fra Dürrnberg lå tæt på grænsen til Tyskland, og minegangene gik ind på tysk område) besatte von Raitenau Berchtesgaden med det resultat at Bayern rykkede ind i Salzburg by, og von Raitenau flygtede men blev fanget og afsat.
I 1731 kom det til yderligere modrefomatoriske tiltag, da fyrstærkebiskop Leopold Antin Graf von Firmian forviste 22.000 borgere fra landet Salzburg. I 1756 fødes Salzburg mest berømte borger: Wolfgang Amadeus Mozart.
Den 15. december 1800 rykkede Napoleons tropper ind i Salzburg og tog magten i ærkebispedømmet. I kølvandet på Napoleons togter i Europa udstedte det Tysk-romerske rige det såkaldte Reichsdeputationshauptschluss i 1803, der bl.a. medførte en sekularisering af Salzburg, der herefter var verdsligt kurfyrstendømme. Efter Freden i Pressburg kom Salzburg i 1805 under Østrig, der året før var blevet Kejserriget Østrig. Men allerede i 1809 kom Salzburg under fransk herredømme, da Napoleon besejrede Østrig under Slaget ved Wagram. Fra 1810 til 1816 hørte Salzburg under Bayern. Wienerkongressen satte det nye europakort, og fra 1816 kom Salzburg endegyldigt under Østrig. Arealmæssigt blev Salzburg stærkt indskrænket, og landet blev en del af Oberösterreich med forvaltningshovedsæde i Linz. Først i 1850 fik Salzburg status som egen kronland i det østrigske monarki, og fik dermed egen forvaltning.
Med det østrig-ungarske monarkis fald efter 1. verdenskrig i 1918, blev Salzburg under den 1. østrigske republik med forfatningen fra 1920 en delstat i Østrig. I 1921 fik delstaten sin delstatsforfatning, hvor det bl.a. fastsættes, at landets historiske ærkebiskoplige våben skal være delstatsvåben.

## Demografi
Delstaten Salzburg har pr. 1. januar 2008 530.576 indbyggere, hvilket svarer til 6,4 % af Østrigs samlede befolkning. Salzburg er dermed Østrigs 3. mindste delstat målt i befolkningstal. Antallet af udlændinge udgør 12,5 %. Største udenlandske befolkningsgrupper er fra tidligere Jugoslavien (uden Slovenien) (42 % af udlændinge), Tyskland (21 %), Tyrkiet (10 %) og Rumænien (2 %).
Befolkningstallet har siden 1869 udviklet sig således i delstaten Salzburg:
- 1869: 153.159
- 1900: 192.763
- 1923: 222.831
- 1951: 327.232
- 1971: 405.115
- 1991: 482.365

Befolkningsfremskrivningen i Salzburg viser, at der i 2030 vil være 528.809 indbyggere og i 2050 580.051. Befolkningsvæksten fra 2006 til 2005 vil derfor udgøre knap 10 %. Andelen af ældre over 56 år forventes at udvikle sig fra 20,4 % af befolkning til 35 %. Andelen af indbyggere i aldersgruppen 15-59 år forventes af falde fra 63,1 % i 2006 til 52,2 % i 2050.

## Politik
Delstaten Salzburgs landdag består af 36 delegerede, der vælges for en 5-årig periode. Politisk har Salzburg siden 2. verdenskrig været domineret af det konservative ÖVP, men ved landdagsvalget den 7. marts 2004 blev SPÖ største parti, og den socialdemokratiske kandidat Gabi Burgstaller blev delstatens første kvindelige delstatsformand. I 2013 overgik formandsposten igen til ÖVP, og Wilfried Haslauer blev Salzburgs delstatsformand. Landdagen har med delstatsvalget i 2013 følgende sammensætning:
- SPÖ, 9 mandater
- ÖVP, 11 mandater
- FPÖ, 6 mandater
- Die Grünen, 7 mandater
- Team Stronach, 3 mandater

## Infrastruktur
Salzburg er med sin centrale placering i landet med delstatshovedstaden tæt på grænsen til Tyskland et vigtigt trafikalt knudepunkt og spiller også en vigtig rolle for såvel nord-syd som øst-vest korridortrafik – både indenfor vej- og banetrafik.

### Vejtrafik
Salzburg har en samlet motorvejslængde på 143,6 km. De to vigtige motorveje A1 og A10 udgår fra delstatshovedstaden Salzburg. A1 West Autobahn forbinder Wien og Salzburg over Oberösterreichs hoved Linz og har forbindelse til den tyske motorvej A8 mod München. A10 Tauern Autobahn forbinder Salzburg og Kärntens næststørste by Villach med videre forbindelse til Slovenien og Italien. Begge motorveje er forholdsvis trafikbelastede, og særlig omkring delstatshovedstaden Salzburg er der store trafikmængder. På A1 på strækningen Salzburg Nord til Salzburg Mitte er en døgntrafik på 80.241 køretøjer, hvoraf 10,3 % er tunge køretøjer. På d en vestligste del af A1 på strækningen mod Wien er der en døgntrafik på 41.799 køretøjer, hvoraf 18,7 % er tunge køretøjer. På A10 på strækningen Golling-Paß Lueg er en døgntrafik på 33.749 køretøjer, hvoraf 19.5 % er tunge køretøjer.

### Kollektiv trafik
Også for banetrafikken er Salzburg et vigtigt knudepunkt. Hovedbanestrækningerne, der forvaltes af Österreichische Bundesbahnen (ÖBB), har en samlet længde på 304 km. Hovedstrækningerne består af Westbahn der forbinder Salzburg med Wien, Salzburg-Tiroler Bahn, der forbinder Salzburg med Wörgl over Zell am See og Ennstalbahn, der i forlængelse af Salzburger-Tiroler Bahn udgår fra Bischofshofen mod syd til Selzthal. Herudover findes en række lokale banestrækninger, der forvaltes af forskellige selskaber:
- Salzburger Lokalbahn, Salzburg – Lamprechtshausen / Trimmelkam. Drives af Salzburger Lokalbahn (SLB).
- Murtalbahn, Unzmarkt – Tamsweg. Drives Steiermärkische Landesbahnen.
- Pinzgaubahn, Zell am See – Krimml. Drives af Salzburger Lokalbahn (SLB).
- Mattigtalbahn, Steindorf bei Straßwalchen – Braunau am Inn. Drives af ÖBB.
- Schafbergbahn, Sankt Wolfgang ved Wolfgangsee – Schafberg. Drives af ÖBB.

I 2004 påbegyndtes etablering af S-Bahn Salzburg, der pr. 2008 består af 4 linjer, der drives i samarbejde mellem Salzburger Lokalbahnen og Österreichische Bundesbahnen. S-banen, der også betjener stationer i Tyskland, udbygges frem til 2010.
Den kollektive trafik er samlet i trafikfællesskabet Salzburger Verkehrsverbund og omfatter bane- og busselskaber, der opererer indenfor delstatens område. I alt ca. 136 linjer hører under trafikfælleskabet, og i 2006 transporterede bytrafikken omkring 21.9 mio. passagerer og regionaltrafikken transporterede omkring 14,4 mio. passagerer.

### Flytrafik
Lufthavnen Salzburg Airport W. A. Mozart beliggende omkring fire kilometer fra delstatshovedstaden Salzburg og omkring 2 kilometer fra den tyske grænse er Østrigs næststørste. Lufthavnen håndterede i 2006 21.511 starter og landinger og havde et passagerantal på 1.878.274 og fragtede mere end 7.523 tons gods. Lufthavnen oplever store vækstrater, og i perioden 2001-2006 steg passagerantallet med 46,7 %.

### Energi
Salzburg er en stor leverandør af strøm på grund af Tauern-kraftværkerne, der er et system af vandkraftværker i Tauern, der gennem store opstemmede søer udnytter smeltevandet fra de mange gletsjere i bjergområdet. Kraftværkerne blev etableret i perioden 1938 til 1952, bl.a. som reaktion på Østrigs manglende tilgang til kul efter at store kulområder tilfaldt nye nationalstater efter Østrig-Ungarns kollaps i 1918.
Vandforsyningen sikres gennem 8 vandforbund, 72 kommuner og 571 vandforeninger samt 13 private vandforsynere (herunder den store vandleverandør Salzburg AG). Vandet hentes fra 4.884 små og store vandkilder samt 1.287 brønde. 

## Kultur
Salzburg forbindes i kulturel sammenhæng ofte med musik på grund af W.A. Mozarts opvækst i delstatshovedstaden og Festspillene i Salzburg, der har været afholdt i byen Salzburg siden 1920. Festspillene besøges årligt af omkring 235.000 gæster. Også andre festivaler trækker publikum til såsom påske- og pinsefestspillene og den årlige opførelse af Jedermann foran Salzburgs domkirke.
Siden 1999 er der i delstaten gennemført et kulturmoderniseringsprogram, der i en 10-årig periode lægger næsten 70 mio. Euro i modernisering og udbygning af kunst- og kulturlivet i hele delstaten. Store gennemførte projekter er f.eks. det nye museum for Moderne kunst på Mönchsberg i byen Salzburg, saneringen af keltermuseet i Hallein, renoveringen af Salzburger Landestheater og en ny bygning til ARGEkultur Salzburg .
Salzburg har et rigt foreningsliv, med godt 1.500 sportsforeninger, 55 alpine foreninger, 323 hjemstavnsforeninger, 106 skytteforeninger og 152 musikkapeller og på nær sports- og skytteforeningerne oplever alle vækst i medlemstallet set over en 5-årig periode 2001-2006. Særligt hjemstavnsforeningerne oplever en stor medlemsfremgang med 17,7 % i den pågældende periode. Selvom sportsforeningerne oplever et svagt fald i antallet af medlemmer er dog næsten hver fjerde indbygger i Salzburg medlem af en sportsforening.

## Turisme
På trods af at Salzburg er én af de mindste delstater i Østrig har den stor andel af turismen i landet. Delstaten tiltrækker turister i sommersæsonen primært på grund af naturoplevelser og rekreation såsom bjergvandring, cykling og ekstremsport som rafting, ligesom delstaten også kan tilbyde kulturhistoriske oplevelser såsom områdets mange saltminer, og hovedstaden Salzburgs indre barokby. Delstaten har endvidere et stort antal vinterturister på grund af de mange veludbyggede vintersportssteder, f.eks i Bad Gastein. I delstaten findes mere end 580 kabelbaner eller lifte, 1.700 kilometer pister og 2.200 kilometer langrendsløjper.
I turismeåret 2006/2007 havde delstaten samlet 5,5 mio. ankomster og 23,23 mio. overnatninger. Antallet af ankomster er i femårsperioden fra 2001 til 2006 steget 14,1 %; imidlertid falder længden af ferieopholdene, idet den gennemsnitlige opholdslængde er på 4,7 dage, hvilket er et fald på 7,4 % i samme periode. 57 % af overnatningerne fandt sted i vinterhalvåret. 3/4 af overnatninger gennemførtes af udenlandske gæster. I samme periode var antallet af sengepladser i Salzburg opgjort til 231.697 og udnyttelsesgraden er i vintersæsonen på 37,9 % og i sommersæsonen på 27,4 %.
Blandt delstatens største turistattraktioner tæller:
- Großglockner-Hochalpenstraße
- Festung Hohensalzburg
- Krimmler Wasserfälle
- Schloss Hellbrunn
- Salzburg frilandsmuseum
- Saltminerne i Hallein
- Eisrisenwelt
- Salzburg og dens barok bykerne samt Mozarts fødehjem

Großglockner Hochalpenstraße besøges årligt af omkring 900.000 gæster, mens Festung Hohensalzburg besøges af ca. 890.00 og Krimmler vandfaldene af ca. 370.000.